# Johann Jacob Reiske
Johann Jacob Reiske, född 25 december 1716 i Zörbig, död 14 augusti 1774 i Leipzig, var en tysk orientalist och grecist.
Reiske blev 1748 extra ordinarie professor i arabiska språket vid Leipzigs universitet och övertog 1758 rektoratet vid Nikolaiskolan i Leipzig. Han var 1700-talets främsta kännare av arabiska och en av dess bästa grecister. Hans förnämsta arbeten på det orientaliska området är editionerna av Abu'l-Fidas Annales muslemici (utgiven i fem band, 1789–1794) och av Konstantin VII Porfyrogennetos De cærimoniis aulæ byzantinæ (1751–1754), en fyndgruva bland annat för arabiska antikviteter. 
Reiske grundlade den arabiska numismatiken samt forskningen över Arabiens historia. På det grekiska studiets fält utmärkte han sig genom sina textförbättringar. Han kommenterade bland annat Sofokles, Euripides, historikerna och talarna, översatte Aischines och Demosthenes, utgav editioner av flera antika författare och skrev det utmärkta arbetet Animadversiones ad græcos auctores (fem band, 1757–1766). 
Av sin samtid var Reiske misskänd och måste uthärda de största umbäranden för att få sina arbeten tryckta. Hans brevväxling utgavs 1897 av Richard Foerster. Reiskes lärda och begåvade hustru, Ernestine Christine Reiske, född Müller (1735–1798), biträdde honom i hans filologiska arbeten och utgav bland annat hans självbiografi (1783).